# El Perico (ort i Honduras, Choluteca)
El Perico är en ort i Honduras.   Den ligger i departementet Choluteca, i den södra delen av landet, 110 km söder om huvudstaden Tegucigalpa. El Perico ligger 225 meter över havet och antalet invånare är 957.
Terrängen runt El Perico är kuperad norrut, men söderut är den platt. Terrängen runt El Perico sluttar söderut. Runt El Perico är det ganska tätbefolkat, med 54 invånare per kvadratkilometer. Närmaste större samhälle är El Triunfo, 4,3 km sydost om El Perico. Omgivningarna runt El Perico är en mosaik av jordbruksmark och naturlig växtlighet.